# بادوي (كيبك)
بادوي (بالإنجليزية: Padoue, Quebec)‏ هي بلدية محلية في كيبيك تقع في كندا في لاميتيس. يقدر عدد سكانها بـ 273 نسمة ومساحتها 67.40 كم2 .

## أعلام
- سيرج بيرنير